# Edgar Crasemann

Edgar Crasemann (ca. 1943)

Edgar Crasemann (* 29. Januar 1896 in Strättligen; † 18. Juli 1973 in Meilen) war ein Schweizer Agrikulturchemiker und Hochschullehrer für Haustierernährung.

## Leben
Edgar Crasemann wurde 1896 als Sohn von Eduard und Sophie Crasemann (geb. Hügli) geboren. Der Vater stammte aus Hamburg, die Mutter aus Bern. Nach dem Besuch der Primarschule in Wichtrach und Göttibach bei Thun und des Progymnasiums in Thun wurde er Schüler der Literarabteilung des Freien Gymnasiums in Bern, wo er im Herbst 1915 die Maturitätsprüfung bestand. Vom Herbst 1915 an besuchte er die landwirtschaftliche Abteilung der ETH Zürich. Seine Studienzeit wurde mehrmals durch Militärdienst und praktische Tätigkeit in landwirtschaftlichen Betrieben unterbrochen. Im Sommer 1920 erhielt er das Diplom der ETH als Landwirt.
Von Herbst 1919 bis Februar 1920 war Crasemann Oberfeldmeister (Abteilungsleiter) der Pfadfinderabteilung Patria, wo er «Bari» genannt wurde. Danach gründete er mit Adolf Souviron («Suri») und Werner Buri («Porridge») die Pfadfinderabteilung Flamberg und war erster Oberfeldmeister von Januar 1921 bis Oktober 1928. Von 1925 bis 1932 war er Kantonalfeldmeister (KFM) und von 1927 bis 1937 Bundeskommissär Ostschweiz. Ab 1950 war er Vizepräsident bzw. Präsident des Schweizerischen Pfadfinderbundes. Außerdem war er von 1928 bis 1965 Obmann des Abteilungsrates des Flambergs.
Edgar Crasemann promovierte 1924 an der ETH Zürich zum Dr. sc. tech., war von 1936 bis 1943 außerordentlicher, von 1943 bis 1966 ordentlicher Professor für spezielle Agrikulturchemie, zugleich Leiter des dortigen Instituts für Haustierernährung tätig und am Handbuch für Tierernährung von Walter Lenkeit (zwei Bände 1969–1972) beteiligt.
Ehrenamtlich wirkte er
- als Präsident der Kommission für Haustierernährung sowie der Studienkommission für Hochfrequenztrocknung der Europäischen Vereinigung für Tierproduktion,
- als Präsident der Schweizerischen Vereinigung für Tierzucht,
- als Vorstandsmitglied bzw. als Präsident bei der Schweizerische Vereinigung für Silowirtschaft,
- als Vorstandsmitglied bzw. als Vizepräsident der Gesellschaft Schweizerischer Landwirte sowie als
- Vorstandsmitglied der Deutschen Gesellschaft für Ernährungsphysiologie der Haustiere

## Ehrung
- Korrespondierendes Mitglied der Academia Economia-Agraria dei Georgofil di Firenze

- Ehrenpromotion durch die Veterinärmedizinische Fakultät der Universität Zürich

- Ehrenpromotion durch die Landwirtschaftliche Hochschule Hohenheim